# Periclimenaeus trispinosus
Periclimenaeus trispinosus är en kräftdjursart som beskrevs av Bruce 1969. Periclimenaeus trispinosus ingår i släktet Periclimenaeus och familjen Palaemonidae. Inga underarter finns listade i Catalogue of Life.